# Samuel Pierpont Langley
Samuel Pierpont Langley (ur. 22 sierpnia 1834, Roxbury, Massachusetts, zm. 27 lutego 1906, Aiken, Karolina Południowa) – amerykański fizyk, astronom oraz pionier w dziedzinie aeronautyki.

## Życiorys
Jego główną pasję naukową stanowiła aktywność słoneczna i jej wpływ na pogodę. W 1878 roku wynalazł bolometr usprawniający pomiary energii przenoszonej przez promieniowanie słoneczne i jest autorem metody Langleya umożliwiającej określenie pochłaniania atmosfery, a tym samym określenie stałej słonecznej.

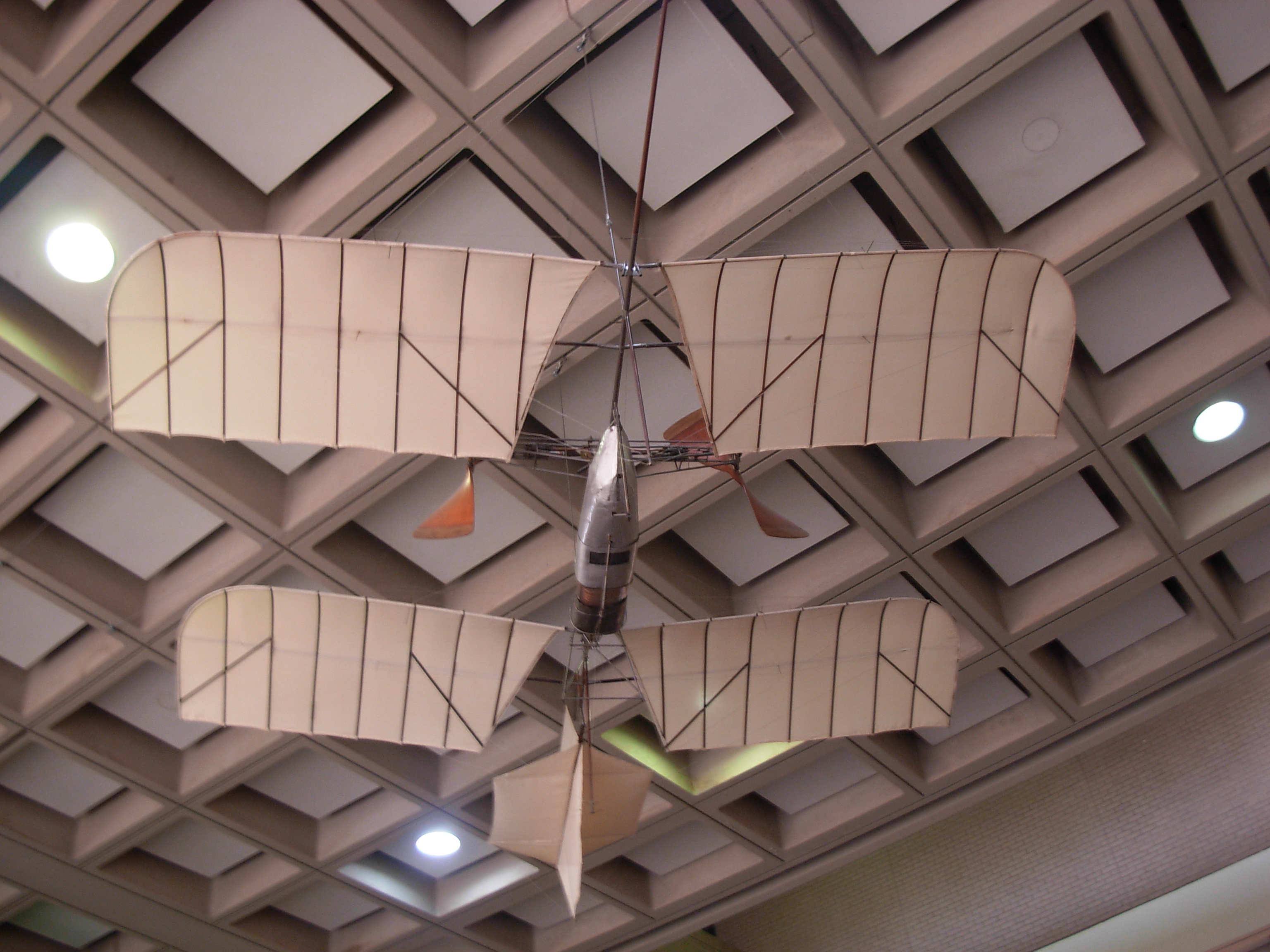
Jedna z dwóch ocalałych maszyn latających Langleya (Wesley W. Posvar Hall, Uniwersytet Pittsburski)

Podczas pobytu w Allegheny przeprowadzał ważne eksperymenty związane z siłami: nośną i oporu w lotnictwie w zależności od prędkości. Bazując na tych doświadczeniach, wyjaśnił na czym polega szybowanie ptaków oraz lot ślizgowy (bez poruszania skrzydłami). W 1896 roku został konstruktorem maszyn latających. Samoloty były bezzałogowe, miały dwie pary skrzydeł o rozpiętości 4,3 m, ważyły 11,8 kg; napędzały je silniki parowe. Samolot Langleya uniósł się w powietrze za pomocą katapulty i rozbił się w Potomaku 8 grudnia 1903 roku (9 dni przed udanym lotem braci Wright w pobliżu Kitty Hawk).
W latach 1887–1906 był sekretarzem Smithsonian Institution. W 1890 założył Smithsonian Astrophysical Observatory.

## Nagrody i upamiętnienie
W 1886 został pierwszym laureatem Medalu Henry’ego Drapera. W tym samym roku przyznano mu Medal Rumforda. W 1898 roku otrzymał nagrodę Prix Jules-Janssen.
Jego imieniem nazwano pierwszy amerykański lotniskowiec USS Langley (CV-1) oddany do użytku w 1920 roku, a także górę Mount Langley będącą wybitnym szczytem w górach Sierra Nevada.
Jego imię nosi też planetoida (3866) Langley i krater na Księżycu.